# TBSラジオ珍プレー好プレー大賞
- 伊集院光 日曜日の秘密基地 > TBSラジオ珍プレー好プレー大賞
- 爆笑問題の日曜サンデー > TBSラジオ珍プレー好プレー大賞

TBSラジオ珍プレー好プレー大賞（ティービーエスラジオちんプレーこうプレーたいしょう）とは、2003年から例年12月の聴取率調査週間に放送されるTBSラジオの全番組、及びJRN系列各局の放送内容を対象とした「珍プレー・好プレー」（NG）を選出する企画である。
2003年から2007年までは『伊集院光 日曜日の秘密基地』の中で放送され、『秘密基地』が終了した2008年からは後番組の『爆笑問題の日曜サンデー』で放送されている。
当初はTBSラジオで放送された内容のみが対象とされていたが、2007年からはJRN系列各局の放送内容も対象とされるようになった。

## 開始経緯
もともとは『伊集院光 日曜大将軍』でのレギュラーコーナーとして放送されていた「週刊TBS」（のちに「月刊TBS」に変更）の企画を引き継ぐ形で、2003年12月21日放送の『伊集院光 日曜日の秘密基地』内でスペシャルウィーク企画「2003輝く!TBSラジオ珍プレー好プレー大賞」として放送されたもので、その後は12月のスペシャルウィークの『秘密基地』番組内で毎年放送されるようになった（コーナー名は放送される年によって多少変化する場合がある）。『秘密基地』が2008年3月で終了した際は、この企画の存続について詳細が明らかにされなかったものの、『秘密基地』の後継番組となった『爆笑問題の日曜サンデー』が、伊集院光の承諾を得たうえで、この企画を引き継いで放送することになった。
なお、TBSラジオでは、2018年12月期以降、聴取率調査週間における「スペシャルウィーク」の呼称とすべての番組一斉での特別編成や賞品のプレゼント企画を取りやめているが、同年以降も本大賞およびプレゼント企画は例年どおり実施されている。

## 内容
その年、TBSラジオで放送された全放送内容のうち、「珍プレー」（失敗が面白いもの）、「好プレー」（失敗するもののフォローが上手くいき感動するもの）をリスナーに投稿（系列局についてはリスナー投稿のほか自薦もある）してもらい、当日の放送の中でその場面を振り返り、番組公式サイトでのリスナーの投票によって、大賞作品を決定するもので、スポーツ実況やトーク番組の言い間違いなどのほか、ベテランパーソナリティの数少ないNG、放送スタッフによるNGや、放送機材の不調等による放送事故なども、対象として取り上げる。
ただし、2003年の放送は、「その年」にこだわらず、過去の番組（たとえば、1995年に榎本勝起が『三菱ふそう全国縦断・榎さんのおはようさん〜!』の放送後にスタジオに閉じ込められた模様など）も対象とし、番組単位で大賞を決定した。2007年からは、リスナーからの応募のほか、JRN系列局の「珍プレー好プレー」も選考の対象とされるようになった。
本企画が放送される『日曜サンデー』及び『日曜サンデー』出演者の爆笑問題がレギュラー出演している『JUNK・爆笑問題カーボーイ』、外山惠理（TBSアナウンサー）がレギュラー出演している『金曜ワイドラジオTOKYO えんがわ』、ならびに殿堂入り後の『たまむすび』に関しては選考から外されているが、エントリー作品を全て放送し終わった15時以降にこれらの番組の「珍プレー好プレー」が紹介される。

## 珍プレー好プレー大賞
職業・役職については放送時点のもので記載（一般人については職業・役職のみ記載）。
| 年              | 受賞番組                                                            | 内容 |
| --------------- | ------------------------------------------------------------------- | --- |
| 2003年          | 生島ヒロシのおはよう一直線                                          | 天気予報中にTBSラジオショッピングで紹介したみかんを食べ、適当に相槌を打った挙句、むせかえる生島ヒロシ（ほか3本）。 |
| 2004年          | 豊田綾乃 プレシャスサンデー                                         | 番組内で、『ラジオ朗読版「なぜ生きる」』のテープが半分の回転数で再生されてしまうトラブルが起きたが、動揺することなくフォローしたTBSアナウンサー・豊田綾乃。 |
| 2005年          | 全国こども電話相談室                                                | 「テレビに出たい」という6歳の女の子に対して「遊びじゃない」「6歳でテレビに出たがるのは早い」と説教を始め、ついには半泣き状態にさせてしまった永六輔。 |
| 2006年          | 大沢悠里のゆうゆうワイド                                            | 休みの大沢悠里に代わってパーソナリティを務めた際、時報前にTBSラジオのコールサインJOKRを言うべきところを、JOQR（文化放送のコールサイン）を言ってしまったTBSアナウンサー・蓮見孝之。 |
| 2007年          | RCCカープデーゲーム中継 （RCCラジオ）                               | 対巨人戦プロ野球中継の実況中、球場のアナウンスブースにスズメバチが入り込んだことにより、パニックに陥ったRCCアナウンサー・一柳信行。 |
| 2008年          | 午後はとことんワイド しげちゃん横丁 〜Hey!らっしゃい〜（FBCラジオ） | ラジオショッピングの商品であるラジコンヘリの紹介をすればするほど「大人のおもちゃ」の話にしか聞こえなくなったFBCアナウンサー・重盛政史。 |
| 2009年          | 大沢悠里のゆうゆうワイド                                            | TBSラジオショッピングで、空気清浄機の商品名「アレルオフイオン」を正しく読むことができず、何度も噛んだ挙げ句に「なんだコレ」と投げやりになった大沢悠里。TBSラジオの番組が大賞を受賞するのは3年ぶりで、同じ番組が複数回大賞を受賞したのはこれが初｡ |
| 2010年          | こども音楽コンクール （新井麻希 プレシャスサンデー内）              | 『花』を歌い出すが、音程がズレていたTBSアナウンサー・新井麻希。 |
| 2011年 12月18日 | 安住紳一郎の日曜天国                                                | 東京マラソン2011当日の交通規制に引っかかり、スタジオに向かいながら携帯電話で通話する様子を「一人東京マラソン」としてTBSアナウンサー・安住紳一郎に実況された、ゲストのピーコ（2011年2月27日放送）。 |
| 2012年 12月16日 | クラブ954スペシャル                                                 | 趣味である詩吟を、音が割れるほどの大音量で披露した954情報キャスターの岡本祥子（2012年4月16日放送）。 |
| 2013年 12月15日 | 赤江珠緒 たまむすび                                                 | 赤江珠緒が2013年の放送中に起こした珍プレー盛り合わせ10本。 |
| 2014年 12月14日 | 赤江珠緒 たまむすび                                                 | 大賞史上初の連覇 赤江珠緒が2014年の放送中に起こした珍プレー9本と、赤江の夏休み中にTBSアナウンサー・外山惠理が代理で出演した生放送の冒頭に遅刻したピエール瀧。 |
| 2015年 12月20日 | 赤江珠緒 たまむすび                                                 | 三連覇! 殿堂入り 赤江珠緒が2015年の放送中に起こした珍プレー7本と「およげ!たいやきくん」のレコード『DJプレー』。 |
| 2016年 12月18日 | つながるワイド・服部直樹の全開!月曜日 （WBSラジオ）                 | 制作スタッフが番組の終了時間を同日に2度も間違えてしまい、締め台詞「サラバじゃ!」を3回も言わされる羽目になった、パーソナリティの服部直樹（2016年9月5日放送）。 |
| 2017年 12月17日 | リクエストマンデー （IBC岩手放送）                                  | IBCアナウンサー・加藤久智がテレサ・テンの「つぐない」を放送している際の「意図しないデュエットヴァージョン」。 |
| 2018年 12月16日 | 平成ラヂオバラエティごぜん様さま （RCCラジオ）                      | 広島市安佐動物公園からの生中継リポートで緊張のあまりコメントをずっとかみ続けた新人のRCCラジオカーリポーター・鈴木亜沙子。 |
| 2019年 12月15日 | 痛快! 杉作J太郎のどっきりナイト7 （南海放送ラジオ）                 | 電話でのやりとりにおいて「チキンラーメン」だけが全く伝わらずに噛み合わない会話を続けてしまった杉作J太郎とギンティ小林。 2023年9月5日に後継番組『杉作J太郎のファニーナイト』20時台で当該部分の再放送が行われた。 |
| 2020年 12月20日 | 森本毅郎・スタンバイ!                                               | 『ジョジョ・ラビット』の映画紹介中「ウサギ」を「ウナギ」と読み間違えた遠藤泰子（2020年1月13日放送）。 遠藤は前年も『歌のない歌謡曲』における曲紹介で「碧いうさぎ」を「碧いうなぎ」と読み違えて2位得票を得ていた。TBSラジオの番組が大賞を受賞するのは5年ぶり｡ |
| 2021年 12月19日 | 良ーいドン!! （FBCラジオ）                                          | 台本原稿を無くした上ようやく見つけた原稿に書かれていた「たきび」の音程を思い切り外すなど、金曜アシスタントのFBCアナウンサー・工藤遥の珍プレー3本。 |
| 2022年 12月25日 | 沖野綾亜のチルドキ!! （RBCiラジオ）                                 | リスナーから寄せられた『水戸黄門』についてのメールに言及した際、「（劇中で水戸黄門一行が）印籠を見せる」のつもりで「黄門（こうもん）を見せる」と誤って発言し、Twitterで指摘されるまで気づかなかったRBCアナウンサー・沖野綾亜。なお、その際募集していたメールテーマは「うっかり」であった。 |
| 2023年 12月17日 | ＃さえのわっふる （RKB毎日放送）                                    | 巻き寿司を頬張ったままニュースコーナーを締めようとしたが決まらず、さらにその後の天気予報で気象予報士を笑わせてしまい、進行をグダグダにさせてしまったRKBアナウンサー・武田早絵。 |
| 2024年 12月15日 | 近藤丈靖の独占!ごきげんアワー （BSNラジオ）                         | ラジオショッピングのコーナーでBSNアナウンサー・近藤丈靖らと電話でつないでトークをしていた際、「たまたま」のアクセントを間違えツボにはまってしまった、当日電話出演したメーカーの社長。 BSNラジオは『日曜サンデー』でこの年4月に行われた「全日本ラジオ新番組選手権」でも『イケメン四銃士のそれいけ！アナウンサー』で優勝しており、同一年における「新番組選手権」と「珍プレー好プレー大賞」の2冠を初めて達成。 |

## 例外
2014年においては、16時台の投票受付中のスペシャルゲストとして、TBSアナウンサー（当時）・堀井美香が招かれたが、理由は堀井が関わる複数の出演番組で、好プレー・珍プレーが聴取者から寄せられたためで、通常のノミネートとは別枠の扱いとなった。該当する番組は次の通り。
- 久米宏 ラジオなんですけど（ラジオネーム「団塊おばさん」を『男根おばさん』と言い間違え、久米宏からスペイン・カタルーニャ州の独立投票について「ハイ」と言いながら、首を横に振った）
- ザ・トップ5（シーズン3の火曜日、料理本ランキングで、陳建一の子息である陳建太郎の読み方がおかしくなった）
- ジェーン・スー相談は踊る（堀井美香の実娘が聴取者として番組に投稿し、投稿内容をジェーン・スーに読み上げられ、生放送中に号泣した好プレー）
- OLERA（木曜日。実際は共演者の小林豊のストリップ劇場における好プレー）